# Rado Bordon
Rado Bordon (Trieste, 16 novembre 1915 – Lubiana, 19 giugno 1992) è stato un partigiano, poeta, traduttore e giornalista jugoslavo.

## Biografia
Nato a Trieste da genitori sloveni, dopo l'avvento del fascismo si trasferì con la famiglia a Lubiana, dove studiò letteratura russa e giurisprudenza. Durante la seconda guerra mondiale fu deportato in Italia e rinchiuso nel campo d'internamento di Renicci insieme al fratello Dušan. I due, fuggiti all'indomani dell'Armistizio di Cassibile, si unirono alle formazioni partigiane della 23ª Brigata Garibaldi "Pio Borri", attive nell'Appennino toscano, e Dušan rimase ucciso in uno scontro a fuoco.
Rado riuscì invece a rientrare in patria e iniziò a lavorare come operatore culturale ed editore, oltre che come poeta e traduttore, in particolare da lingue slave e romanze. Tra le sue principali traduzioni, Eugenio Onegin di Puškin, Addio alle armi di Hemingway, e l'opera poetica di Taras Shevchenko, su cui Bordon svolse approfonditi studi. È stato inoltre il primo direttore dell'Agenzia slovena degli autori (AAS), nata nel 1955.
Tra le sue pubblicazioni si ricordano due raccolte di poesie e la selezione di sonetti Dune (Sipine). Nel 1993, un anno dopo la sua morte, un'antologia di poesie di Bordon è stata curata da Janez Menart.